# Latina 95.9 FM
Latina 95.9 FM es una estación radial venezolana ubicada en el 95.9 MHz del dial FM en Acarigua, Estado Portuguesa. Inició sus transmisiones el 3 de octubre de 2017 como la primera versión portuguesa de la emisora larense, siguiendo la misma línea con señal High definition (HD) de Venezuela. La emisora transmite música latina, salsa caribeña, reguetón, música venezolana, etc.

## Disponibilidad

### Señal FM
Latina 95.9 FM transmite de forma analógica por radio terrestre en todo el Estado Portuguesa, en la frecuencia 95.9 de la banda FM.

### Señal en Línea
Latina 95.9 FM dispone una señal en directo a través de la página web de la empresa que emite en toda Venezuela si vives fuera en el Estado Portuguesa, también está disponible a través de la app de Latina Medios para Android en Google Play.